# Old Castle Swifts FC
Old Castle Swifts FC was een Engelse voetbalclub en de eerste professionele voetbalclub van Essex. De club werd in 1892 opgericht door de Schotse scheepsmagnaat Donald Currie als Castle Swifts Football Club. De club is een voorloper van Thames Ironworks FC, dat zelf een voorloper is van West Ham United.

## Geschiedenis
Bij de club speelden voornamelijk Schotse arbeiders. Het eerste stadion was Dunottar Park in West Ham maar daar speelde de club niet lang omdat ze problemen kregen met de eigenaar van het terrein. Hierna verhuisde de club naar de Temple Meadows in East Ham.
In maart 1893 speelde de club in de finale van de West Ham Charity Cup tegen Barking Woodville. De Castles lagen met 0-2 achter maar konden uiteindelijk nog met 4-2 de zege binnen halen.
In 1894 fusioneerde de club met Old St. Lukes FC en veranderde zo de naam in Old Castles Swifts FC. Hierop nam de fusieclub het terrein van St. Lukes in gebruik, Hermit Road.
Nadat Donald Currie besloot geen geld meer in de club te steken ging de club failliet.
Arnold Hills, directeur van de Thames Ironworks and Shipbuilding Company zag hierin de kans om een nieuw team te financieren en nam de huur van het stadion over. Thames Ironworks FC, dat later West Ham United zou worden was geboren. Er wordt gezegd dat het wapenschild van West Ham United, waarin een kasteel afgebeeld staat, geïnspireerd werd door de Old Castle Swifts.